# 盘龙阁
盘龙阁，位于中国广东省揭阳市普宁市梅林镇龙狮岗，为普宁市的一个市级文物保护单位，类型为古建筑，公布时间为1961年。
盘龙阁的历史年代为清代。